# سس تارتار

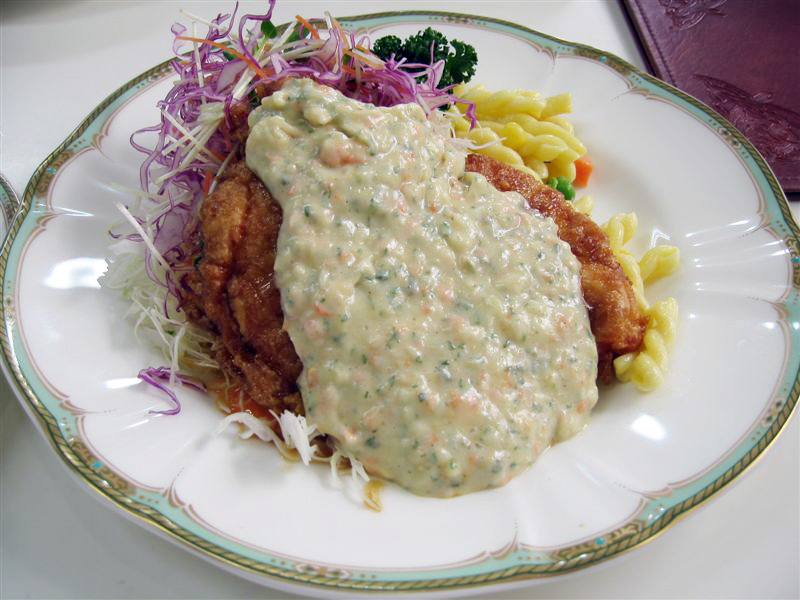
جوجه با سس تاتاری

سس تاتاری یک سس سفید غلیظ می‌باشد که از سس مایونز درست می‌شود. سس مایونز با خیار شور، جعفری تازه، ترخون، آب لیموترش و پیاز که به خوبی خرد شده باشند مخلوط می‌شود. می‌توان به آن خردل اضافه کرد. از آن به وفور برای طعم دادن به غذاهای دریایی استفاده می‌شود. به سس مایونز آن می‌توان ادویه‌های آماده اضافه کرد. 
برای افزودن طعم به آن می‌توان پوست لیموی تازه (لیموی زرد) کمی در آن رنده کرد. 
نام سس از تارتارها که مردمی ترک زبان در روسیه می‌باشند گرفته شده‌است. در حقیقت این سس توسط فرانسوی‌ها اختراع شده‌است که آن را به عنوان چاشنی با استیک تارتار سرو می‌کردند.